# Nudo en forma de nueve

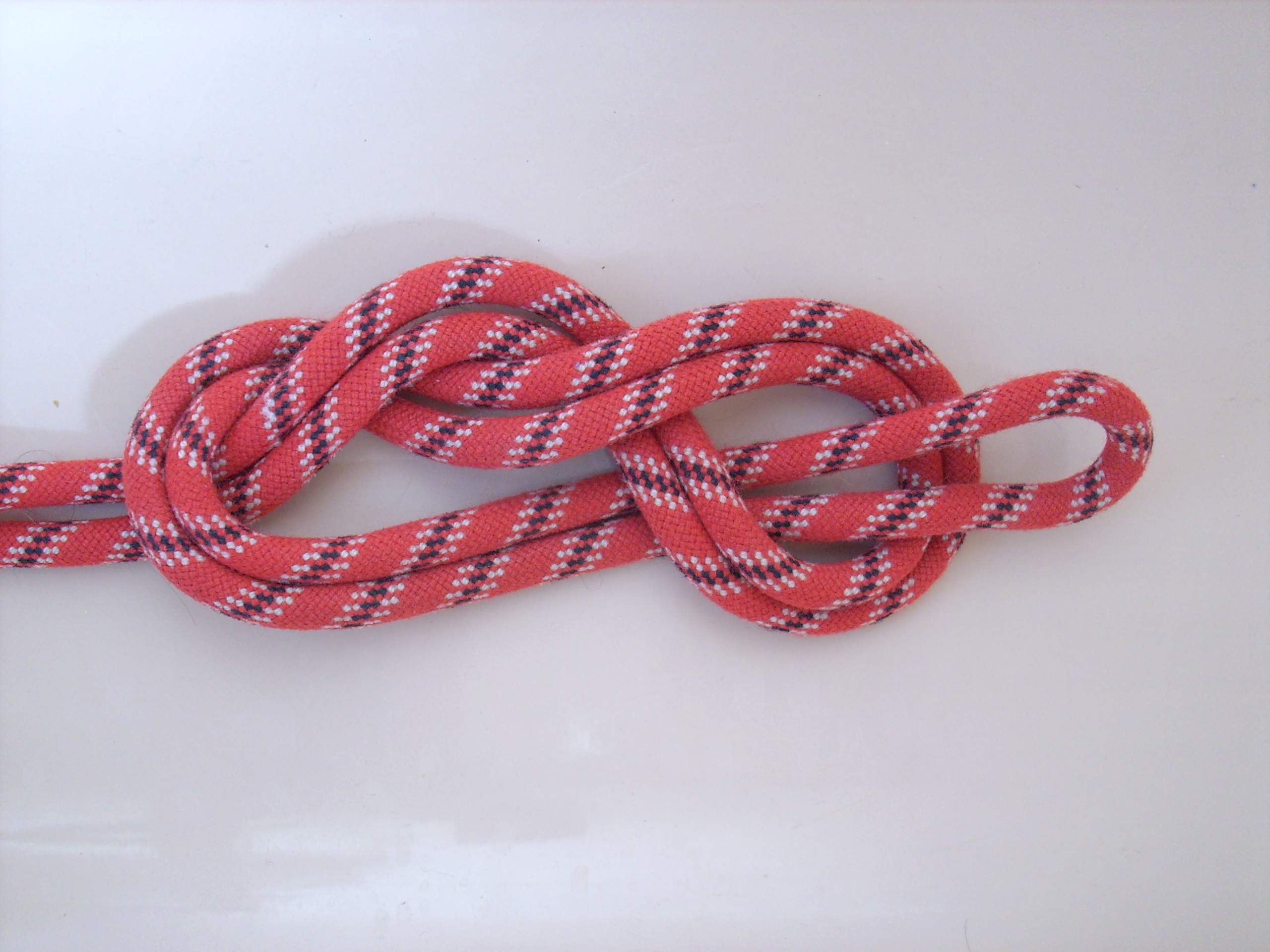
Muestra de un nudo en forma de nueve

El nudo en forma de nueve o nudo de nueve es un tipo de nudo que forma un lazo en una cuerda. Está hecho de forma similar al nudo en forma de ocho pero con una vuelta extra antes de acabar el nudo.
También similar al nudo Stevedore, el nudo en forma de nueve se muestra normalmente como basado en una forma intermedia entre el nudo en forma de ocho y el nudo stevedore. La enciclopedia The Ashley Book of Knots muestra este nudo intermedio, en forma de stopper, en la página 521.

## Ventajas e inconvenientes
El nudo de nueve es una buena alternativa del nudo de ocho. Se puede utilizar como nudo de encordamiento y de seguro y para unir una cuerda a un punto de anclaje. Tiene mayor resistencia y es más sencillo deshacerlo tras haber sido sometido a tensión.
Al utilizar más cuerda y ser más voluminoso que el nudo de ocho, el nudo de nueve es más fuerte y menos propenso a trabadas.
Por otro lado, tiene mayor volumen. En encordamientos en cuerda doble puede molestar.

## Proceso

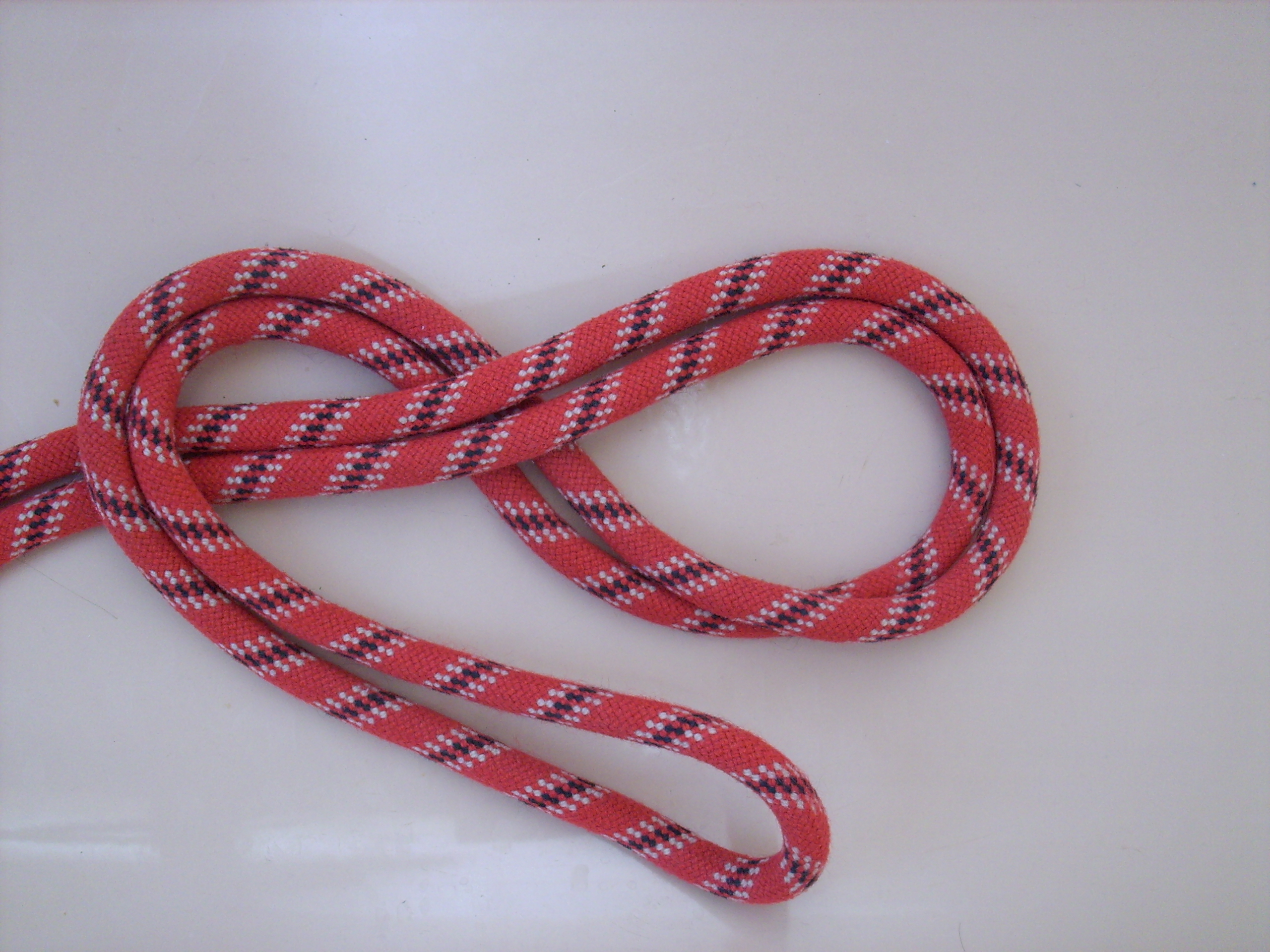
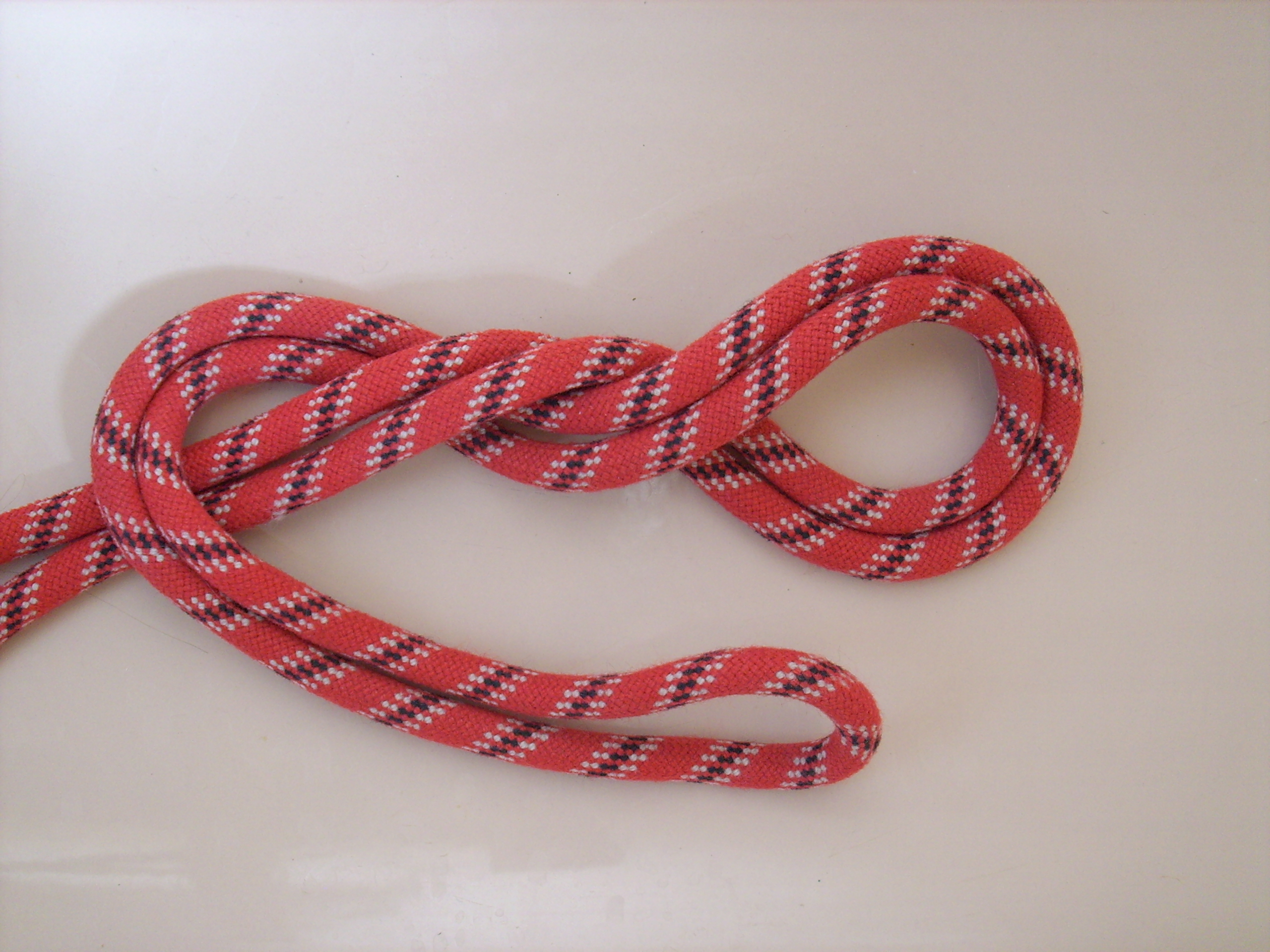
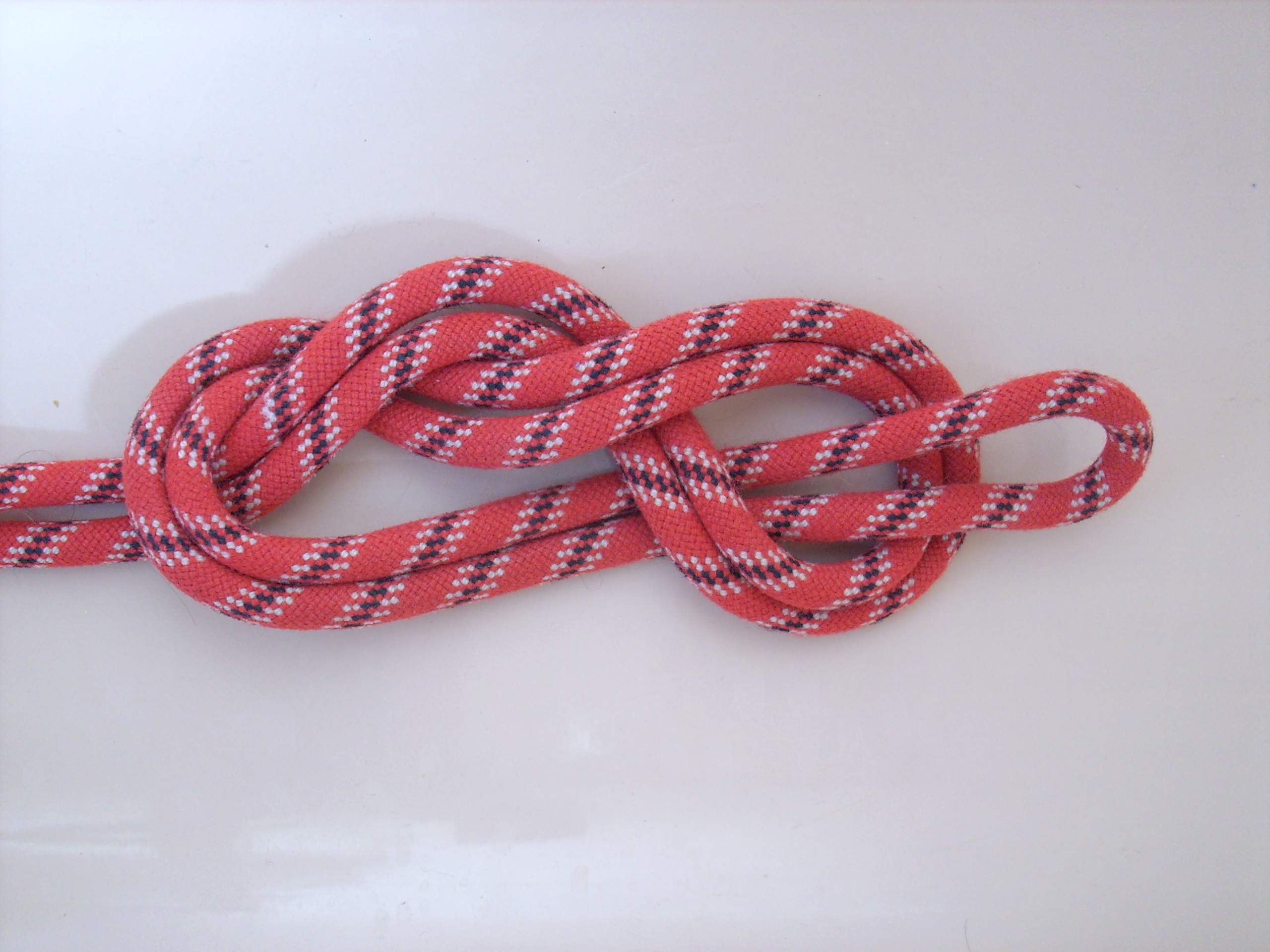

## Nudos equivalentes
El nudo de ocho es la primera alternativa. En referencia al volumen en encordamientos, existe una variante del nudo en forma de ocho llamada Wagner, consistente en pasar el cabo sobrante por la coca del nudo, aumentando así su resistencia sin incrementar excesivamente el volumen.